# Ilha Magdalena
Ilha Magdalena é uma ilha na região de Aysén, no sul do Chile. A ilha está localizada entre o Canal Moraleda e o Canal Puyuhuapi, e pertence parcialmente ao Parque Nacional Isla Magdalena.